# Castillo de Marracq
El castillo de Marracq (Château de Marracq, en francés) está situado en Bayona (departamento de Pirineos Atlánticos, región de Aquitania, Francia), si bien no quedan de él más que ruinas. Al norte del castillo se encuentra el Collège Marracq.

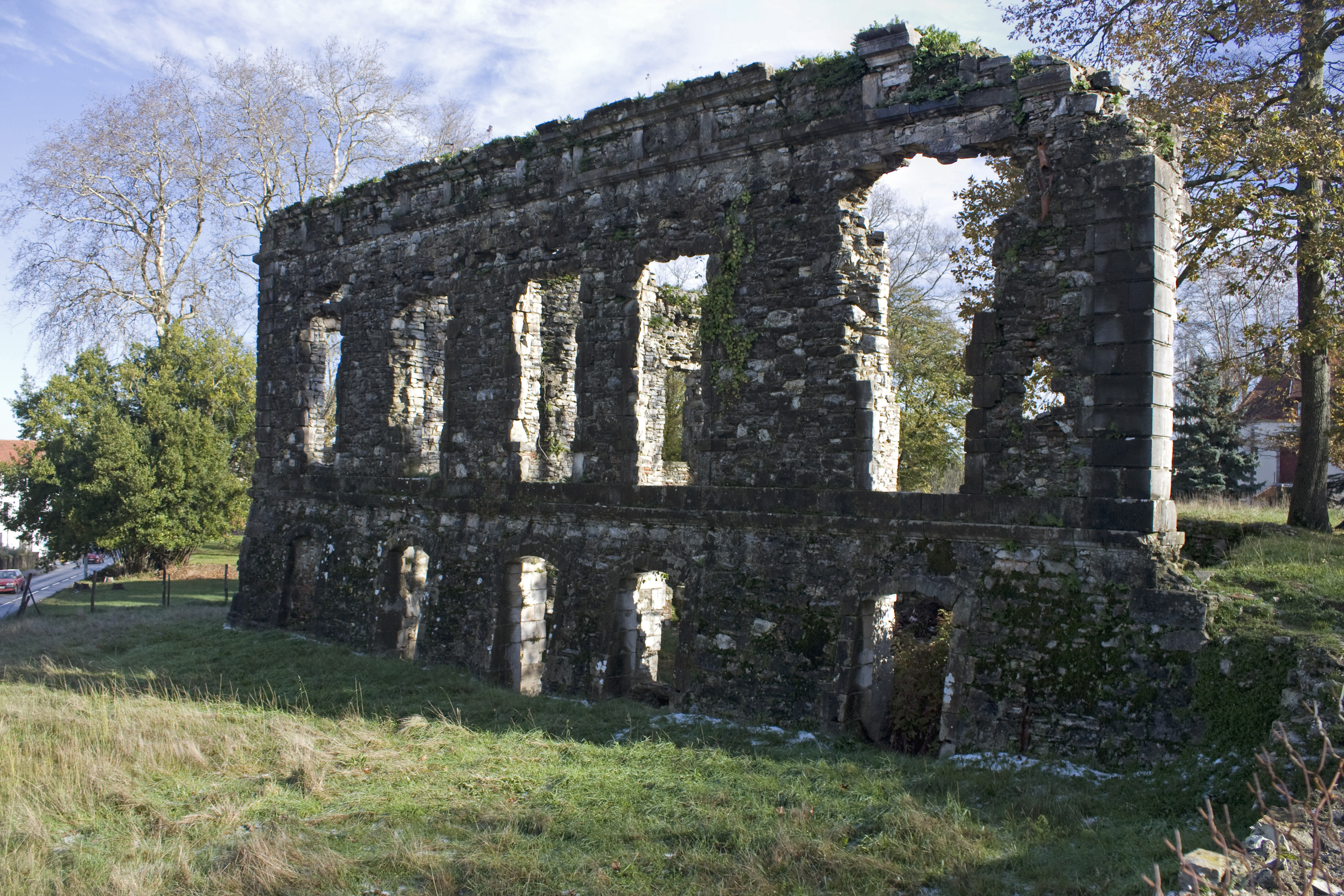
Ruinas del castillo de Marracq.

Construido a principios del siglo XVIII por Mariana de Neoburgo, en realidad no fue habitado nunca. Napoleón I se alojó en él junto a la emperatriz Josefina y los reyes Carlos IV y Fernando VII de España. Fue en este castillo donde se firmaron las abdicaciones de los Borbones españoles en 1808, conocidas como abdicaciones de Bayona, en favor de Napoleón, que instalaría a su hermano José Bonaparte en el trono de España. Tras la Restauración de los Borbones en Francia, el castillo permaneció desocupado hasta que se instaló en él el ejército en 1823, pero un incendio lo destruyó en 1825.
Hoy en día está clasificado como monumento y pertenece a la ciudad de Bayona.

## Nota
1. ↑  Ministère de la Culture, base Mérimée — Notice sur le château de Marracq